# Parany siberià
El parany siberià o trampa siberiana és un parany d'obertura d'escacs dins la defensa siciliana. Després d'una sèrie de moviments naturals al gambit Smith-Morra de la defensa siciliana, les blanques poden perdre la dama. El nom és degut probablement a Boris Schipkov, un escaquista de Novossibirsk al sud-oest de Sibèria.
El parany s'ha produït a la pràctica almenys dos cops en joc de torneig: Kolenbet–Schipkov, Khabarovsk 1987, i Tesinsky–Maguerràmov, Budapest 1990.
Les jugades són les següents:
1. e4 c5
La defensa siciliana
2. d4 cxd4
3. c3 dxc3
El moviment 3.c3 introdueix el gambit Smith-Morra. Les negres accepten el gambit de peó.
4. Cxc3 Cc6
5. Cf3 e6
6. Ac4 Dc7
7. 0-0 Cf6
8. De2
Les blanques preparen e4-e5. Aquest moviment és jugable si les blanques van amb compte en la següent jugada.
Després de 8.Te1 Ac5 les negres tenen una bona partida, ja que la casella f2 és feble.
Les blanques tampoc no aconsegueixen massa res amb 8.h3 a6.
En lloc d'això, NCO suggereix 8.Cb5 Db8 9.e5 Cxe5 10.Cxe5 Dxe5 11.Te1 i les blanques tenen alguna compensació pel material sacrificat.
8. ... Cg4!
9. h3??
(Vegeu el diagrama) Aquest és un error decisiu.
El mateix destí tingueren les blanques en cas de 9.Ab3?? a Kramadzhian-Schipkov, Novossibirsk 1988.
Una altra tria que no funciona és 9.Td1 Ac5.
MCO-14 recomana 9.Cb5! Db8 (amenaçant 10...a6 11.Cc3 Cd4!) 10.h3 h5 11.g3 Cge5 12.Cxe5 Cxe5 13.Af4 a6 amb una posició aguda amb possibilitats per als dos bàndols.
9. ... Cd4!
L'amenaça negra de 10...Cxf3+ seguit de 11...Dh2# guanya la dama blanca, com a mínim. Si 10.Cxd4?, Dh2#.